# Millésime
Een millésime is een aanduiding voor het oogstjaar van een wijn of champagne of bier. Millésime is Frans voor 'jaartal'. Het Franse werkwoord millésimer betekent 'met een jaartal aanduiden'.

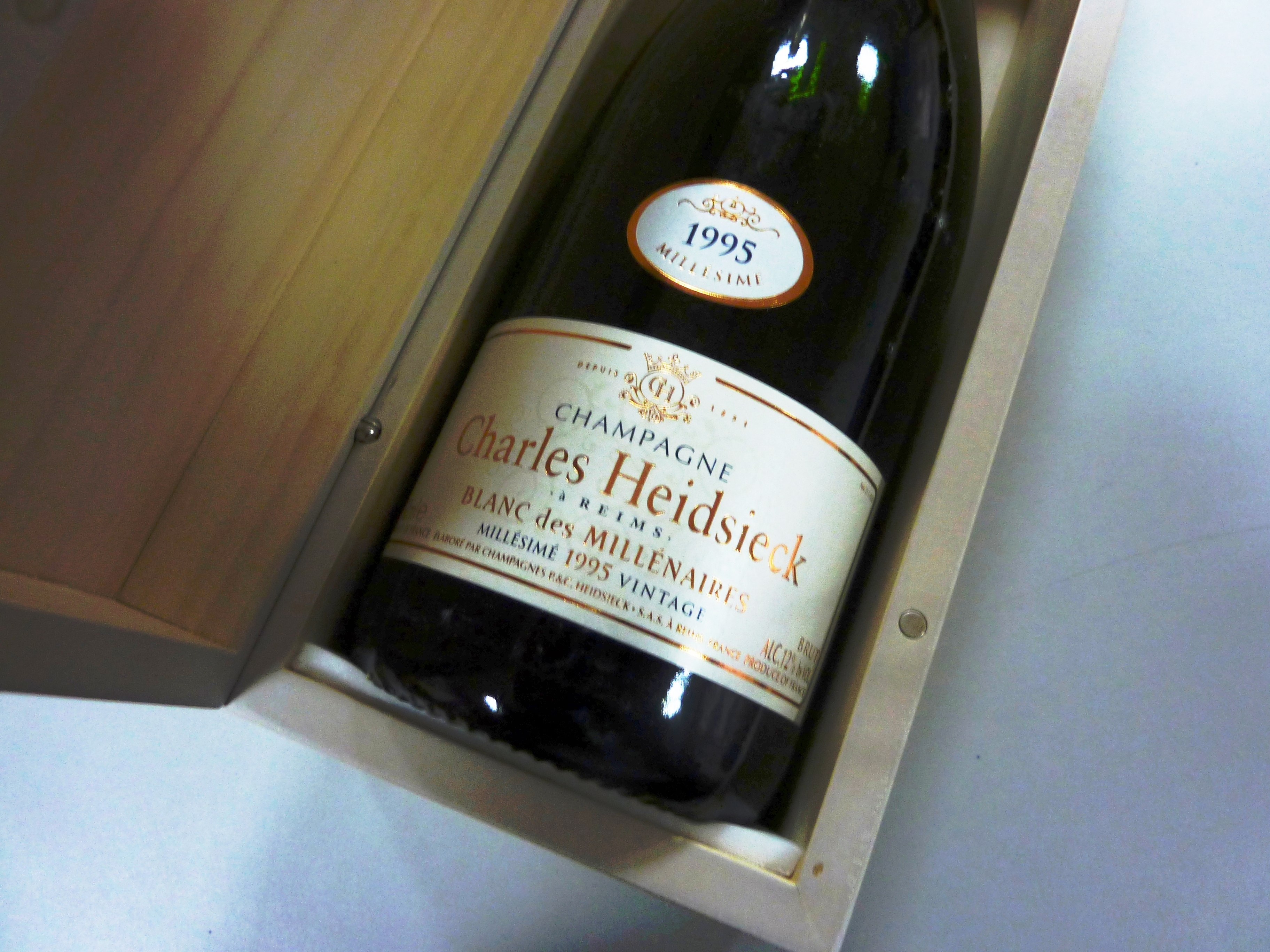
Een fles Charles Heidsieck millésimé van 1995

Een millésimé (met accent aigu) is een champagne met vermelding van een jaartal. Deze aanduiding wil zeggen dat de champagne druiven van één enkel oogstjaar bevat. De champagne wordt uitsluitend gemaakt uit een basiswijn van de op het etiket vermelde jaar.  Bij het maken van een champagne worden normaal wijnen van 3 opeenvolgende jaren bij elkaar gevoegd tot de cuvée. Is het wijnjaar echter uitzonderlijk goed geweest, dan voegt men slechts de wijnen van die oogst tot een cuvée samen die men dan aanduidt met millésimé. Een goede millésimé geeft daarom precies de weersomstandigheden van een bepaald jaar weer.  Daardoor kan het karakter van jaar tot jaar verschillen. Een millésimé is altijd brut. Ze worden voor de verkoop ook wat langer in de kelders bewaard. Ze blijven minstens drie jaar liggen en vaak nog langer, tot zelfs 10 jaar.
champagne · 
Dom Pérignon · 
champagnehuis · 
méthode traditionnelle · 
roséchampagne · 
rosé de saignée ·  
pinot noir · 
pinot meunier · 
chardonnay · 
voltis · 
échelle des crus · 
grand cru · 
premier cru · 
tête de cuvée · 
taille · 
Montagne de Reims · 
Côte des Blancs · 
coteaux champenois · 
alcoholische gisting · 
malolactische fermentatie · 
assemblage · 
réserve · 
liqueur de tirage · 
sur lattes · 
prise de mousse · 
mousse · 
à point · 
remuage · 
dégorgement · 
liqueur d'expédition · 
millésime · 
monocépage · 
clos · 
blanc de blancs · 
blanc de noirs · 
brut sans année · 
kometenwijn · 
cuvée de prestige · 
dosage · 
muselet · 
brut · 
formaat van champagneflessen · 
afkortingen op etiketten